# Oratorio di Santa Margherita in Casanzano
L'oratorio di Santa Margherita in Casanzano si trova nel comune di Volterra, in provincia di Pisa, diocesi di Volterra.

## Storia e descrizione
Sorge su un poggio che lo rende visibile da tutta la zona della Valdera.
Edificato agli inizi del Trecento con pietre e ciottoli di fiume, fu adornato nel Cinquecento con una bella tela di Cosimo Daddi, raffigurante il Presepe, oggi conservata nel Seminario vescovile.